# 死神的精確度
死神的精確度（Accuracy of Death）為伊坂幸太郎的日本推理小說，另外本作也被改編成廣播劇和電影及舞台劇。

## 概要
本作為一個有點冷酷的死神，要在七天的觀察期間內來決定所調查的對象是否要死亡或者存活，並以這些人構成六部短篇內容的故事。

2004年、第57回日本推理作家協會賞短篇部門受賞
海報書衣版封面
2006年、第134回直木三十五賞候補、2006年本屋大賞第3位名

以下為本作的六篇短篇
- 死神的精確度（『オール讀物』2003年12月号）
- 死神和藤田（『オール讀物』2004年4月号）
- 暴風雪中的死神（『オール讀物』2004年8月号）
- 在戀愛中的死神（『オール讀物』2004年11月号）
- 在旅程中的死神（『別冊文藝春秋』第255号・2005年1月）
- 死神對老婆婆（『オール讀物』2005年4月号）

## 登場人物
- 千葉

本作的主角，是名死神。
以死神「調査部」的一員被派到人世上、對於所要進行調查的對象會以一個禮拜進行觀察、決定是否該取走觀察對象的性命。在「可以」的情形下、對象將會在第八天死亡、而在「放行」的情形下，則能因此壽終。在千葉進行調査的期間內，對象是不會死於非命、另外「許可」和「放行」沒有明確的定義、全交由死神自己定奪。千葉大部份調査對象的都是「可以」的情形、僅有少數人會是「放行」的情形。
對於自己奪人性命的工作會加以區分、他自己則是對於人類的死亡完全沒有興趣、認為「人死的沒意義的話，就一點價值也沒有」。
當他被派到人世進行工作時，一定會下雨、讓他很難看到晴天的模樣。
另外當死神被派到人世時、在人間的外表和年齢事前會由「情報部」進行變化、以便死神順利執行工作。所以他們的容貌和名字會隨著每次工作而改變。還有每個死神都會有名字、「千葉」和「秋田」則是與市町村（類似街、庄）同樣的名字。
喜歡各種音樂、只要是工作的空檔都會去唱片行一直試聽許多音樂。也因問這樣的嗜好，讓他因此說出：「對於人類的死沒有興趣、因為人類滅絕的話，我就會因為沒有音樂可聽而難過」。這也是每個死神的心聲、因此他在唱片行經常會遇到其他的死神。
對於音樂有著偏執的喜愛、並且把交通堵塞認為人類世界中最醜陋的東西。
無法理解人類世界的價値観和語言、還把「雪男」和「雨女（日語也稱作雨男）」認為是同一種事物。經常會作出和常人認知相反的發言、所以他和人講話時也經常有微妙的衝突。
碰到死神的手（不戴手套的情況下）的人、會瞬間昏倒、壽命也會減短一年。

### 死神的精確度
- 藤木 一恵

在大型電機公司工作的女性。千葉的調査對象。
任職在公司的產品客服部、每天過著被客戶抱怨產品的生活。
對於一通客訴電話經常指定由他自己處理而感到苦惱，並且也因為在目前的生活中看不到活下去的理由、讓他因此想死。
- 投訴的顧客

經常打投訴電話給一惠所屬客服部的神秘人士。一直都以產品有瑕疵打電話客訴並且都指名要由一惠處理。

### 死神和藤田
- 藤田

一個中年流氓。千葉的調査對象。
由於自己的老大遭同組的成員‧栗木所殺、讓他一直想要替老大報仇。
阿久津說他是一個「鋤強扶弱」的好流氓、和千葉初見面時就感到他有一種像是「沉重且尖銳的箭頭」的感覺。一直抱著不能報仇比死還可怕的心情。
- 阿久津

和藤田同組的小弟。很尊敬行事作風與別人不同且重視義氣的藤田並自願跟隨他。
- 栗木

和藤田同組的流氓。因為企圖奪走整個組織的位置而殺了自己的老大、過去曾因為殺人而在監獄坐牢過。

### 暴風雪中的死神
- 田村 幹夫

洋館的住客。在東京開診所的男性。因為中了旅行社的抽獎而來到洋館。
- 田村 總江

洋館的住客。田村幹夫的妻子。千葉的調査對象。有著自己的兒子因為失戀而自殺的過去。
- 權藤

洋館的住客。中年男性。曾擔任刑警，因為年資到了而退休。
- 英一

洋館的住客。權藤的兒子。體型肥胖並帶著一個銀邊的眼鏡。
- 真由子

洋館的住客。在東京是個準備要加入演藝圈的新人。
- 娃娃臉的廚師

洋館所雇用的廚師。一個月前在東京的旅館擔任料理長。
- 秋田

洋館的住客。真由子的戀人。比其他客人還要晚到洋館。

### 戀愛中的死神
- 荻原

在服裝店工作的二十三歳男性。千葉的調査對象。
留著光頭而且外表帥氣、但總戴著沒有度數且鏡片混濁的眼鏡。對於因為特價而來到店內買東西的古川朝美一見鍾情而喜歡上她。
- 古川 朝美

在電影發行公司上班的二十一歳女性。
住在荻原家對面的高級公寓。對於跟蹤自己的跟蹤狂感到苦惱並懷疑他的真正身份是荻原。

### 旅程中的死神
- 森岡 耕介

犯下殺人並且逃亡的年輕人。千葉的調査對象。
因為在澀谷殺人而被警察追捕、為了避免被逮捕而強硬地搭上千葉的車子並且和千葉一起到他要去的目的地十和田湖的奧入瀬。
過去曾遭到綁架，在那時候還被長時間被關在後車廂內，然後拘禁時，也因為一直躺在後車廂和床上，造成他對床以及後車廂產生心理創傷，但後來因為負責監視他的人給予他堅持下去的勇氣而獲救，讓他對這個人充滿感激。
- 深津

在森岡被綁架時，負責監視森岡的男人。因為不良於行而使用拐杖、是森岡的救命恩人。

### 死神對老婆婆
- 新田太太

在面對太平洋的海岸上經營美容院的70歲老婆婆。千葉的調査對象。
有著敏銳的直覺、才剛遇到千葉就立刻知道他的真實身分並且說他不屬於這個人世。
根據千葉的調查發現她的周圍有不少遭遇死亡的人、因此讓千葉感到很不自然。但她卻對千葉以「一生一次的請求」拜託他幫忙完成一件事情。

### 死神的浮力
山野邊　遼　（やまのべ　りょう）
小説家。過去是一名一邊執筆一邊參與電視演出的人氣作家，但從3年前起就未再執筆新作。去年夏天，他的獨生女菜摘死於一場殺人事件。讓他企圖要對加害者崇報仇。
山野邊　美樹　（やまのべ　みき）
遼的妻子。因為獨生女被崇殺害，而協助丈夫對於崇的復仇計畫。
山野邊　菜摘　（やまのべ　なつみ）
遼的獨生女。學校放學後就行蹤不明、隔天被人發現死在小鎮外的河川上。
本城　崇　（ほんじょう　たかし）
住在附近的無業青年。雖然被懷疑殺害菜摘而遭到逮捕，但最後因為證據不足而無罪釋放。

## 廣播劇
由NHK-FM頻率的青春アドベンチャー改編成廣播劇。初次播放日在2006年10月30日（月）〜11月3日（週五）、全5集。分別以書中的五個短篇「死神的精確度」「死神和藤田」「暴風雪中的死神」「戀愛中的死神」「死神對老婆婆」進行改編。

### 角色
- 死神・千葉：小原雅人
- 藤田、權藤：真夏龍
- 藤木一恵：坂野友香
- 阿久津、英一：阪本浩之
- 荻原：手塚祐介
- 吉川朝美：濱丘麻矢
- 田村總江：井口恭子
- 製片人男 他人：岩崎博
- 死神的上司、原田：中村彰男
- 秋田：瀨戶口郁
- 新田太太：佐佐木澄江

### 制作
- 原作：伊坂幸太郎
- 劇本：濱田秀哉
- 選曲：伊藤守恵
- 演出：川野秀昭
- 技術：大塚豊
- 音響効果：三谷直樹

## 電影
《死神的精準度》（英語：Accuracy of Death），日本於2008年3月22日上映，台灣於2008年4月30日上映。以原著小說中的「死神的精確度」、「死神和藤田」、「死神對老婆婆」三個章節來構成電影版的內容。這也是金城武自《回歸者》以来，闊別六年後再度演出日本電影。作者伊坂從電影公司的工作人員得知死神千葉打算邀請金城武主演時，也覺得此人選非常適合，並且讓一直拒絕將該作改編成電影的伊坂因此同意拍成電影。

### 劇情
千葉（金城武飾演）是個不大理解人情世故、酷酷的卻又有點少根筋的死神。每當死神出現在人間時，必定會下雨。死神的工作是在一個星期內接近並觀察目標對象，他會依任務內容變化外型與年紀以便於接近目標對象。另外出任務也常戴著手套，因為如果人類直接碰到死神的手，不但會昏倒還會折壽。在為期一週的觀察期間結束後，死神會向高層提出報告，判斷目標對象是要「認可」（死亡）或「放行」（存活）。這次千葉又來到人間執行任務，目標對象是預定在七天後死亡的藤木一惠（小西真奈美飾演），而這位愛聽音樂的死神千葉在觀察中卻意外發現一惠自己並沒察覺的過人之處……

### 角色
- 千葉（死神）：金城武
- 藤木一惠：小西真奈美
- ：富司純子
- 藤田敏之：光石研
- 阿久津伸二：石田卓也
- 青山（死神）：村上淳
- 竹子：奧田惠梨華
- 大町健太郎：吹越滿
- 栗木：田中哲司

### 工作人員
- 導演：筧昌也
- 劇本：筧昌也、小林弘利
- 執行製作人：奧田誠治、阿部秀司
- 製作人：堀部徹、神藏克、倉田貴也
- 攝影：柴主高秀
- 美術：清水剛
- 照明：蒔苗友一郎
- 錄音：藤本賢一
- 編輯：伊藤伸行
- 音樂：
- VFX製作：石井教雄
- 音響効果：岡瀨晶彥
- 製作：日本電視台、ROBOT、華納兄弟、Vap、讀賣電視台、三井物産、Sony Music Entertainment
- 發行製作：ROBOT
- 發行：華納兄弟

### 主題曲
- 藤木一惠（小西真奈美）「Sunny Day」

小西真奈美以劇中的名字推出的唱片。

## 外部連結
電影
- 官方网站 （日語）
- 死神的精準度 (2008) - 影劇圈圈
- 死神的精準度 Accuracy of Death （页面存档备份，存于） - Yahoo奇摩電影
- 死神的精準度 Accuracy of Death （页面存档备份，存于） - @movies【開眼電影網】
- 互联网电影数据库（IMDb）上《Suwîto rein: Shinigami no seido》的资料（英文）